# Jim Cummings
James Jonah "Jim" Cummings (født 3. november 1952 i Youngstown i Ohio) er en amerikansk stemmeskuespiller og sanger. Han er bedst kendt for at lægge stemme til Disney-figuren Peter Plys på engelsk.
Ellers er han også kendt for stemmen til Sorteper i en række film og tv-serier, Darkwing Duck i tv-serien af samme navn, paladsvagten Razoul i filmen Aladdin, Shocker i Spider-Man: The Animated Series fra 1990'erne, Læderfjæs i Teenage Mutant Ninja Turtles fra 1980'erne, Hondo Ohnaka i både Star Wars: The Clone Wars og Star Wars Rebels. Minsc fra Baldur's Gate-serien og utallige andre.